# قسم كويرات الريفي (مقاطعة آران وبيدغل)
قسم کویرات الريفي (بالفارسية: دهستان کویرات) هي منطقة سكنية تقع في إيران في Kavirat District. يقدر عدد سكانها بـ 12,811 نسمة .